# Хайнаньская острохвостая нектарница
Хайнаньская острохвостая нектарница (лат. Aethopyga christinae) — вид воробьинообразных птиц из семейства нектарницевых, обитающих в Китае, Лаосе, Вьетнаме и Гонконге. Описана Робертом Суинхо в 1869 году.

## Ареал
Обитает во влажных тропических и субтропических низинных лесах.

## Подвиды
По данным базы Международного союза орнитологов в составе вида Aethopyga christinae выделяют 3 подвида:
- Aethopyga christinae latouchii Slater, 1891 — центральный и южный Китай, север Лаоса и Вьетнама.
- Aethopyga christinae sokolovi Stepanyan, 1985 — южный Вьетнам.
- Aethopyga christinae christinae Swinhoe, 1869 — остров Хайнань.

Некоторые исследователи считают хайнаньскую острохвостую нектарницу эндемиком Хайнаня, а континентальную популяцию выделяют в отдельный вид Aethopyga latouchii.

## Галерея

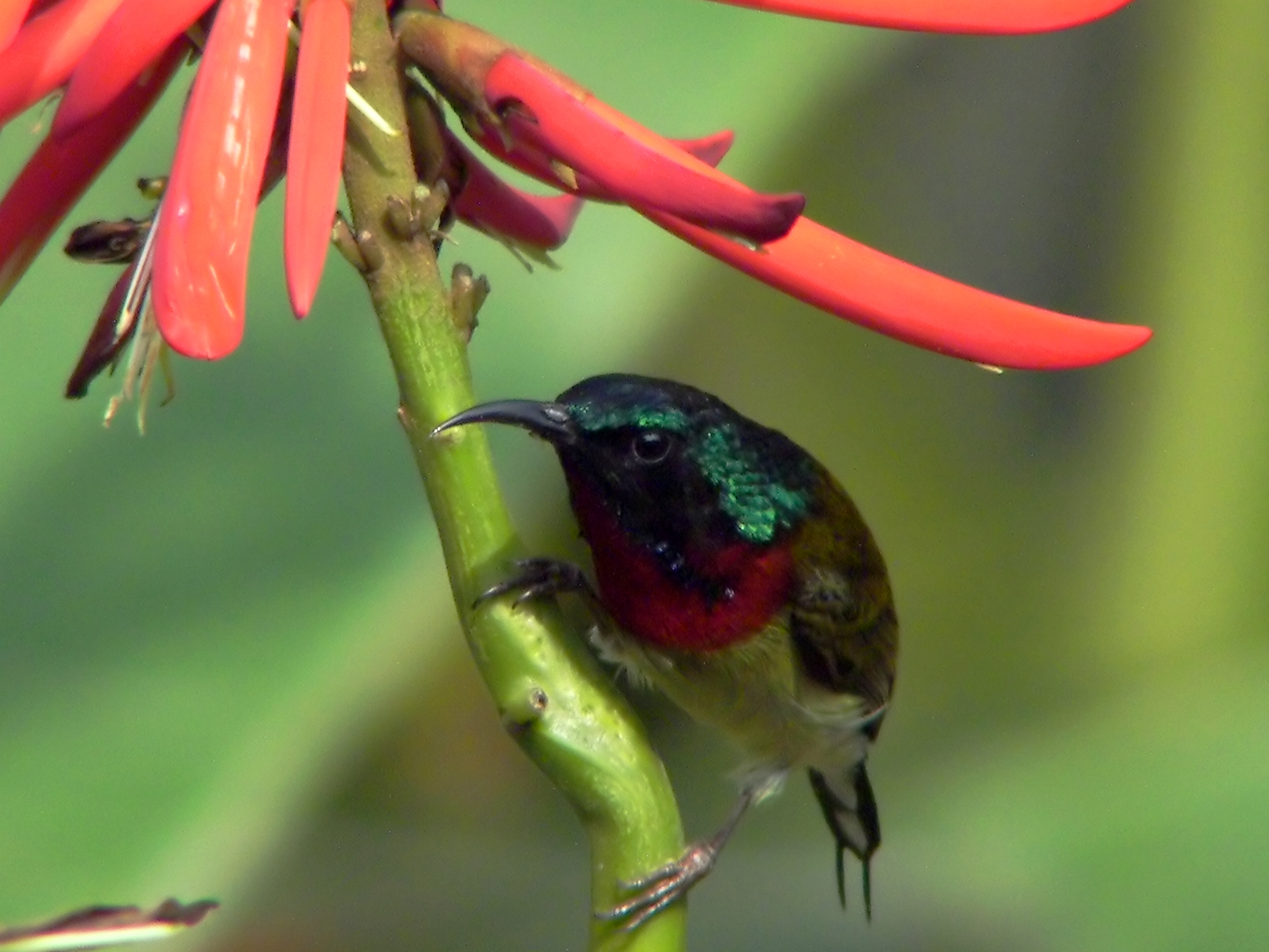
Самец
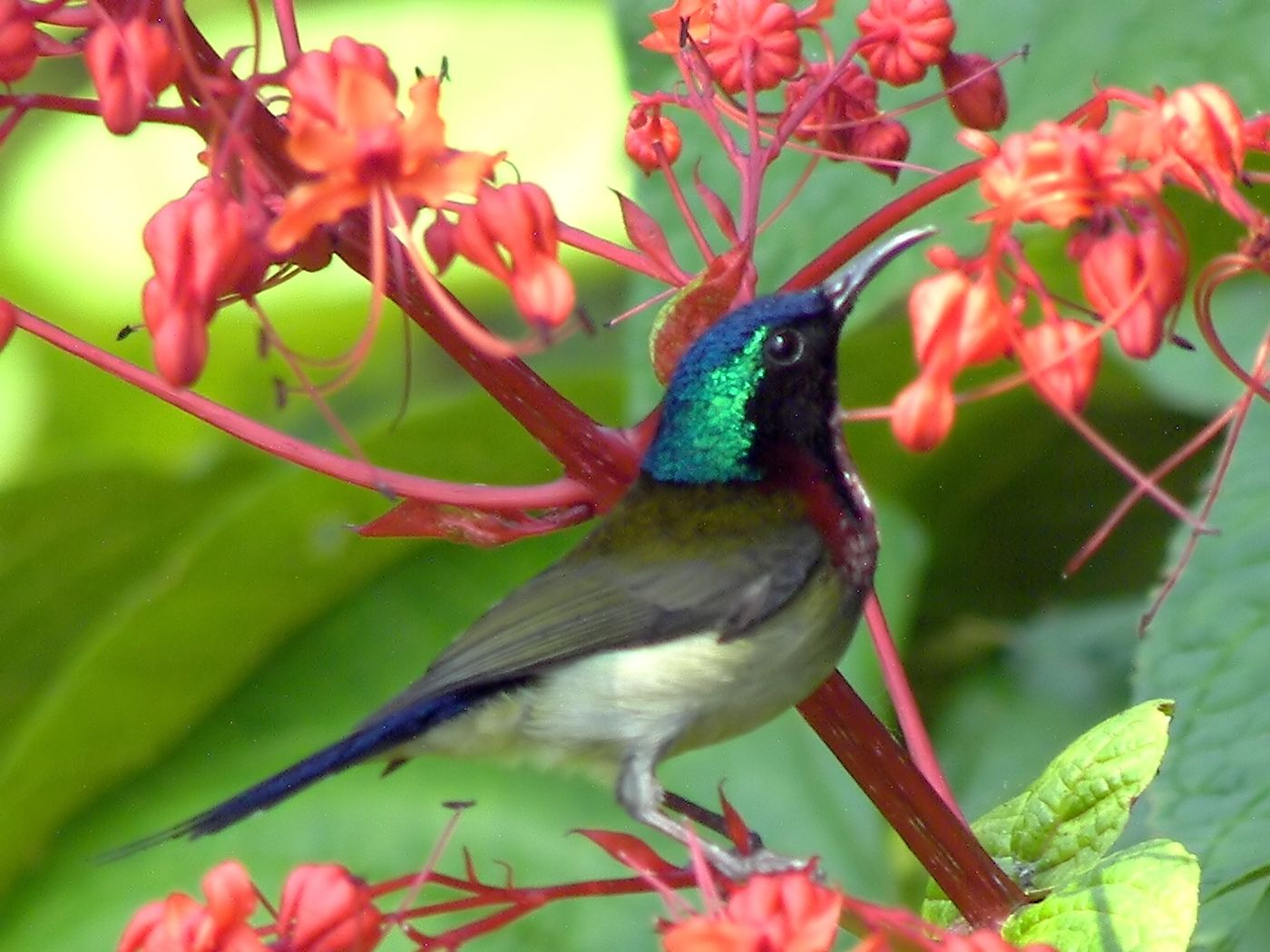
Самец
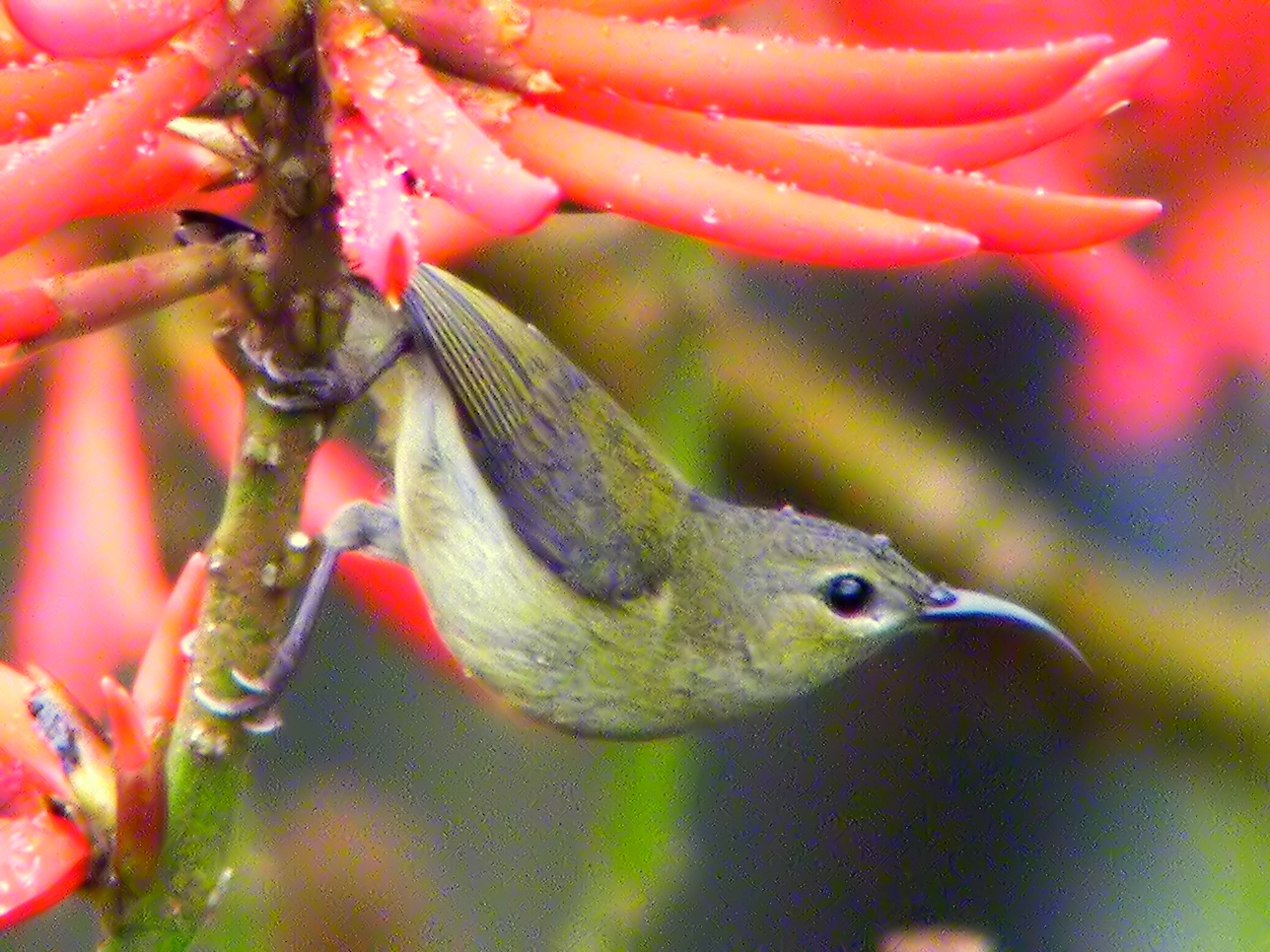
Самка
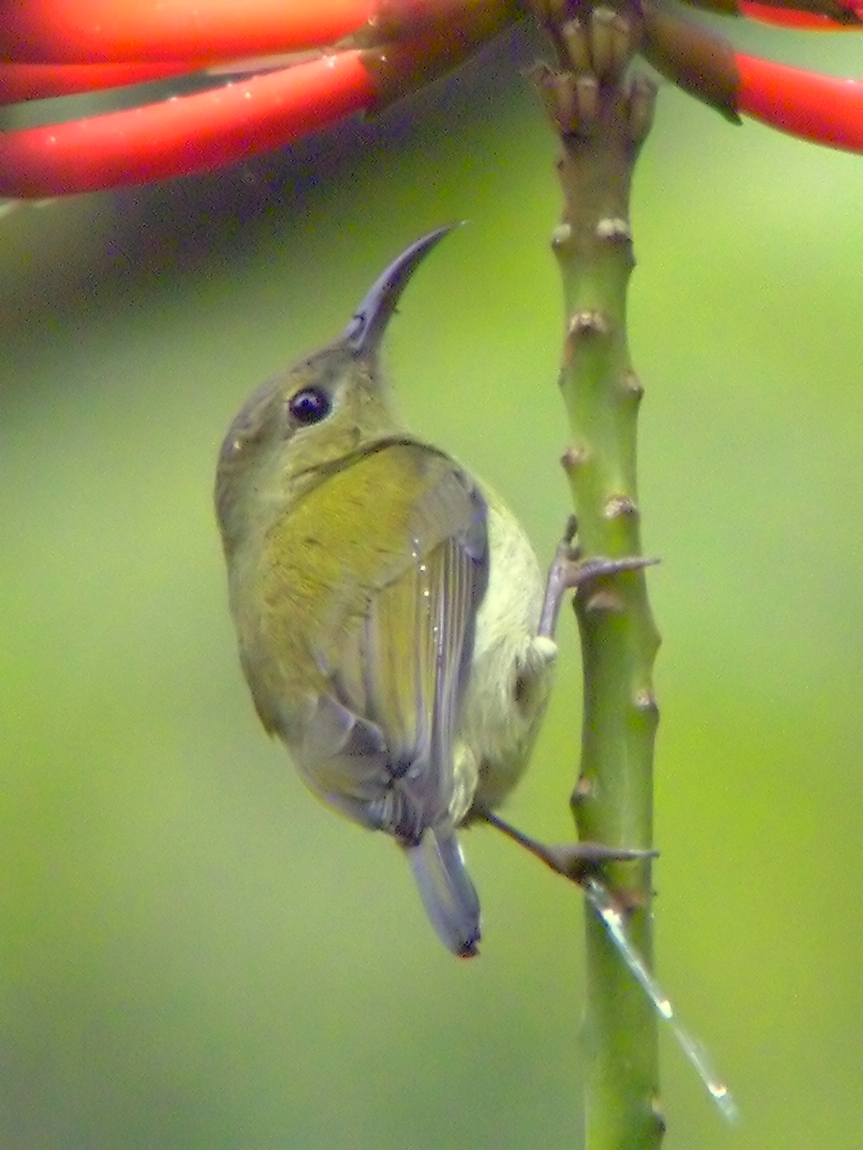
Самка